# 陳柏惟
陳 柏惟（ちん はくい、チェン ボーウェイ、1985年〈民国74年〉7月10日 - ）は、中華民国（台湾）のテレビプロデューサー、政治家。元立法委員。祖籍は澎湖県西嶼郷。高雄市出身。

## 人物
成人後も政治の世界には無縁だったが、中国赴任中にひまわり学生運動が起きたことを知り、学生らが滅火器（ファイヤーEX）の楽曲『島嶼天光』を合唱しているのを見て涙したことが政治への興味を抱いたきっかけとしている。父はタクシー運転手で、少年時は市内を何度も転居している。演説時に「3Q」のフレーズをよく使いていたことから3Q哥（3Qアニキ）のニックネームで呼ばれるようになった。
台湾語が流暢で、市議選を控えた2018年11月には三立電視台の政治番組『新台湾加油』に出演し頭の回転の良さと独特のユーモアを交えて終始台湾語での論評を行ったほか、立法委員当選後には新型コロナウイルス流行に伴う特別予算の審議で与党の蘇貞昌や陳時中を相手に全て台湾語での質疑を行った。

### 学歴
- 高雄市立福誠高級中学（中国語版）[9]
- 国立高雄大学資訊管理学系（情報管理学部に相当）[10]

### テレビ業界
元は兎将創意影業などで、特殊効果技師や、3D映像技師（ステレオグラファー）やMIS（経営情報システム）など、ポストプロダクション分野で活動していた。
『KANO 1931海の向こうの甲子園』や『幸福路上（邦題：幸福路のチー）』、『寒戦II』等の中国大陸製作のものも含めて20作品以上に制作スタッフとして参加している。

### 政界入り

#### 高雄市議選参戦
2017年末から2018年初頭にかけて基進党（当時）へ入党し、『三民維新』をスローガンに掲げ第7区（三民区）より市議会議員選挙に出馬。
「全民健康」、「eスポーツ産業の充実」、「社会参加」、「公共交通改善」、「労使関係」など、多数の政策を訴えていた。
選挙期間中は中国国民党の高雄市長選挙候補者韓国瑜が市内に愛情摩天輪（観覧車）設置を公約に掲げていたが、その実現可能性について映像を用いて疑問を呈した。
また同時期には民間全民電視公司（民視）の番組『民視台湾学堂』でアンカーおよび製作を務めた。2018年11月、年代電視台の『新聞追追追』では「もし韓国瑜が当選したら、自分は高雄を離れる」と発言。最終的に定数8を争う市議選では得票が第9位の12,267票（8位当選者とは1,385票差で、落選者では最多得票）で落選し、陳を含め高雄市議選では基進は全滅だった。選挙には敗れたが、若者を中心にネットでの支持が高まり、2019年夏に国政選挙への参戦表明をして以降はFacebookでのいいね数が6万から20万超に急増している。
その後も韓の高雄市政に対する批判を止めることはなく、2019年12月20日の公民割草行動（市長韓国瑜のリコール運動）での街頭パレードでも、事前に自ら「光復高雄（高雄を取り戻せ）」のステッカーを市民に無料配布し、当日も欠席することなく参加した。

### 立法委員選挙
2019年4月30日、翌年の立法委員選挙出馬を表明、8月5日、台湾基進と民主進歩党による共同会見で両党は陳を共同推薦ならびに台中2区での擁立を発表した。台中2区は台中顔家の一員で顔寛恒（中国国民党）の牙城だった
。陳は会見上で台独派の統一候補として「抗中保台」をスローガンに掲げた。
2019年12月21日、閃靈樂團(ソニック)が台北で開催した野外フェス「台湾大凱旋」にも蔡英文や他の民進党候補者とともに参加、「國瑜草包」コールで会場を沸かせた。
2020年1月11日、中国国民党の顔寛恒の三選を阻止したことで、顔清標・寛恒親子で台中県時代から30年続いた顔家の不敗記録も終焉させた。開票後は黒ジャケット姿で現れ勝利宣言 。民進党と国民党の2大政党以外の政党による唯一の小選挙区当選者となった。1月20日には『蔡英文が総統選挙で勝利すれば六都で鶏排（台湾風フライドチキン）を奢る』と宣言していたYoutuberの館長こと陳之漢（新北市在住）に代わって台中市内でチキンを振る舞った。

### リコール運動
2021年2月、陳が立法府で法外に振る舞っていたり、家畜用の飼料添加物ラクトパミンを含むアメリカ産豚肉の輸入禁止を解除した民主進歩党を支持したなどの理由で陳に対するリコール運動が始まった。リコール運動は中国国民党が支持した一方、民主進歩党は反対の姿勢を取り、7月2日にリコールに必要な署名が集まったことが確認され、選挙管理委員会より承認を受けたことで8月28日に住民投票の実施が決定したが、COVID-19流行の影響で10月23日に延期された。
投票の結果、賛成77,899、反対73,433票となり、賛成票数が全有権者の4分の1である73,744票を越え、かつ賛成が多数派となったためリコールが成立。陳は立法委員をリコールにより失職した台湾史上初の立法委員となった。
| 区     | 賛成   | 反対   | 投票率 |
| ------ | ------ | ------ | ------ |
| 沙鹿区 | 19,922 | 17,670 | 51.71% |
| 烏日区 | 15,375 | 16,037 | 51.83% |
| 大肚区 | 12,522 | 11,340 | 53.10% |
| 龍井区 | 16,337 | 14,873 | 50.73% |
| 霧峰区 | 13,743 | 13,513 | 51.59% |
| 合計   | 77,899 | 73,433 | 51.72% |

出典：陳柏惟罷免案同意77899票、不同意73433票　這一區不同意票高過同意票 2021年10月23日 （蘋果日報）

#### 背景
高雄市長だった韓国瑜リコールを発端として地方政界で桃園市議の王浩宇（民進党）、高雄市議の黄捷（時代力量→無所属）に対する報復性リコールが発動され、前者は投票が成立し解職、後者は不成立で続投という結果だったが、その矛先は立法院にも向けられ、中でも1議席のミニ政党であり、与党民進党寄りの姿勢で知られる基進の陳が真っ先に標的となった。
過去の言動が掘り返されつつも、単に陳個人への資質を問うリコールではないことは、陳が就任以来出席率や質疑率も高く公民監督国会聯盟による議員評価でも2会期続けて
「優秀議員」とされていたことや、同じく立法院外交及国防委員会に所属する無所属の林昶佐（フレディ・リム）に対してもリコールのための署名が提出されたことからも窺える。外交・国防委員会は13の委員を民進党6（立法院長で投票権のない委員長游錫堃を含む）、国民党5、林と陳で各1の立法委員で構成されているため、この2名を排除すれば中国に対する国防強化を狙う蔡英文政権への予算質疑や執行上での妨害が可能となる。
日本でも神戸市議会議員で全国日台友好議員協議会副理事長の上畠寛弘がリコール不支持を表明していた。

### リコール後
2022年3月前後に台湾基進との関係が悪化し、同年6月30日に離党した。

## 政策・主張
台独支持者であるほか、同性婚支持のあまりに「国民党に投票する同性愛者は政治を語る資格はない」という発言が物議を醸した。

### 台中火力発電所稼働停止要求
当選後の2020年1月22日、中華民国経済部に対して、「2020年春節期間中に台中火力発電所の1日完全停止」を提案。陳は事業者などとの協議を経て、台湾電力が台中発電所および高雄市の興達火力発電所について2020年1月23日から2020年1月28日に発電量を減少させ、少なくとも過半数のタービンを停止させることを発表すると、自身のFacebookで「87点」と満足気に成果を報告した。

### 香港政策
香港反送中・民主化デモを支持するあまり、香港での反中運動家を対象に台湾での兵役を経て公民権を与えることを立法院で提案、自身のFacebookでも重ねてそれを表明したが、支持者からも失望のコメントが寄せられた。陳自身は将来の労働人口不足に備え、かつ米国のグリーンカード従軍兵を参考に提案したものだったが、支持者らは香港籍を取得した中国人が既に多く存在することなどを理由に支持は得られなかった

## プライベート
少年時代から（ダンスパッド）を用いたDance Dance Revolutionなどのダンス系音楽ゲームの名人として知られ、中学時代の15歳で台湾王者となったこともある。成年後も変わらぬ腕前を披露している。
2014年、高雄での『KANO』試写会で市長の陳菊らも見守る中で当時の交際相手にプロポーズし、成功。立法委員当選後に当時の映像とともに2020年時点でも未婚であることが暴露された。
また、『高雄好過日』などのFacebookグループへ参加したり、ソフトボールも嗜む。

## メディア出演

### テレビ
| 年次   | 局         | チャンネル   | 備考             |
| 2019年 | 三立新聞台 | 《3Q說新聞》 | ニュースアンカー |

### インターネット番組
| 年次   | 局   | 番組                       | 備考     |
| 2018年 | 民視 | 《民視台灣學堂－頭家你好》 | アンカー |

### ドラマ
| 年度   | タイトル   | 配役     | 備考                         |
| ------ | ---------- | -------- | ---------------------------- |
| 2019年 | 自由的向望 | アンカー | 公視台語台のオムニバスドラマ |

### アニメ映画
| 年度   | タイトル     | 配役               | 備考 |
| ------ | ------------ | ------------------ | ---- |
| 2017年 | 幸福路のチー | ショーン（許聖恩） | 声優 |

### ミュージックビデオ
台湾のラッパーDwagieが2019年に発表した「覺醒的鋼鐵韓粉」のMVで韓粉（韓国瑜支持者）役でエキストラ出演

## 選挙記録
| 年度 | 選挙                | 選挙区           | 所属政党 | 得票数  | 得票率 | 当選 | 注釈 |
| ---- | ------------------- | ---------------- | -------- | ------- | ------ | ---- | ---- |
| 2018 | 第3回高雄市議員選挙 | 第七選挙区       | 基進党   | 12,267  | 6.26%  |      |      |
| 2020 | 第10回立法委員選挙  | 台中市第二選挙区 | 台湾基進 | 112,839 | 51.15% |      |      |

## その他
父親の出身地の西嶼郷二崁村は金門からの陳氏移民村であり、金門県選出の中国国民党所属の立法委員・陳玉珍は遠い親戚である。

### 註釈
1. ↑  英語で「謝謝你」（thank you）をいうときに陳の発音が「3Q」に近いことから
2. ↑  中国語の草包は「能なし」を意味する
3. ↑  87（拼音: Bāqī）はバカを意味する「北七（拼音: Běi qī）」の台湾語発音と似ていることから、あるゲーマーが残した「87分，不能再高了（『87点、これ以上はない。』転じて『これ以上バカげた/ヤバいことはない』）」というコメントが流行したことから定着[58]。満足感を表すときにも使い、台湾に移住したばかりの福原愛も使いこなすようになった[59][60]。